# Newport
|  | Per a altres significats, vegeu «Newport (desambiguació)». |

Newport (en gal·lès Casnewydd) és una ciutat gal·lesa dels comtats històrics de Monmouthshire/Gwent, que des del 1996 forma una Autoritat Unitària pròpia. Es troba a la badia de Bristol, al sud-est de Gal·les i prop de la frontera amb Anglaterra.
Es va expandir enormement durant el segle xix a causa de la indústria minera i el trànsit dels seus ports. El juny de 2002, Newport obtingué l'estatut de ciutat per part d'Elisabet II. Al cens de l'any 2001 la població de Newport era de 137.017 habitants, que havien augmentat fins a 139.600 (estimació) el 2005, de manera que és la tercera ciutat més gran de Gal·les rere Cardiff i Swansea

## Fills il·lustres
- John Rogers Thomas (1830-1896), pianista, compositor i pedagog musical.